# Helmut Pfannenschmidt
Helmut Pfannenschmidt (* 1921; † 1999) war ein deutscher Pädagoge und Heimatforscher.
Als Lehrer in Neustadt/Orla beschäftigte sich Pfannenschmidt in seiner Freizeit intensiv mit Heimatforschung, speziell für das Gebiet des Kreises Pößneck im damaligen Bezirk Gera.

## Schriften
- Pößneck–Neustadt/Orla–Ranis–Triptis, Berlin; Leipzig: Tourist Verlag, 1. Aufl. 1977, 4. Aufl. 1987, 5. durchges. Aufl. 1990 (Tourist-Wanderheft, 1)